# Симакова, Ольга
О́льга Симако́ва (род. 1961) — советская легкоатлетка, специалистка по бегу на средние дистанции. Выступала за сборную СССР по лёгкой атлетике в начале 1980-х годов, обладательница бронзовой медали чемпионата Европы в помещении в Будапеште.

## Биография
Ольга Симакова родилась в 1961 году.
В июле 1982 года одержала победу на соревнованиях в Ленинграде, установив при этом свой личный рекорд в беге на 800 метров — 2:00.52.
Наивысшего успеха на международной арене добилась в сезоне 1983 года, когда вошла в состав советской сборной и выступила на чемпионате Европы в помещении в Будапеште, где в дисциплине 800 метров с личным рекордом 2:02.25 завоевала бронзовую награду, уступив только соотечественнице Светлане Китовой и представительнице Чехословакии Зузане Моравчикововой. Также в этом сезоне взяла бронзу в беге на 1500 метров на соревнованиях в Бухаресте, на 800-метровой дистанции финишировала седьмой на чемпионате СССР в Киеве.